# 鲁中战役 (1939年)
鲁中战役，中国亦称鲁中反“扫荡”战役，是中国抗日战争中中日双方发生的战役。